# Castello di Lochnaw
Il castello di Lochnaw è una casatorre del XVI secolo distante cinque miglia dal villaggio di Stranraer, nella provincia di Dumfries and Galloway.
Il castello di Lochnaw presenta tre periodi di costruzione che vanno dal XVI secolo, al XVII sino al XVIII secolo. All'interno del muro sud-est si trova una targa in memoria dell'anno di fondazione, 1486. Nel 1704 vi venne costruita una cappella, poi demolita nel 1953.
Il primitivo castello che sorgeva in quest'area, su cui poi il maniero rinascimentale venne costruito, era in realtà una roccaforte reale che venne concessa al Clan Agnew nel 1363 per poi essere saccheggiato da Archibald Douglas, III conte di Douglas nel 1390 e quindi smantellato.
Gli Agnews mantennero la proprietà del castello sino alla fine del XIX secolo ed oggi esso è una residenza privata.